# Непорочно зачатие Богородично (Велес)
„Непорочно зачатие на блажената Дева Мария“ (на македонска литературна норма: „Безгрешното зачнување на блажена Дева Марија“) е римокатолически параклис във Велес, Северна Македония, в Скопската епископия на Римокатолическата църква. Параклисът е част от енория „Пресвето сърце Исусово“ в Скопие.
Параклисът е разположен на улица „Лазо Осмаков“ № 4 в къща, купена преди началото на Втората световна война от скопския епископ Смилян Франьо Чекада. Той е единственият католически храм в града и обслужва нуждите на малката католическа общност.